# Озеряни (Бурштинська міська громада)
Озеря́ни — село в Івано-Франківському районі Івано-Франківської області. Входить до складу Бурштинської міської громади.

## Історія
Згадується 9 листопада 1444 року в книгах галицького суду.
У 1939 році в селі проживало 610 мешканців (590 українців, 10 латинників, 10 євреїв).
З 2020 року згідно з постановою Верховної Ради України "Про утворення та ліквідацію районів" входить до Івано-Франківського району Івано-Франківської області. До цього село було в складі Галицького району.

## Постаті
- Кузів Богдан Богданович (нар. 1965) — український живописець, графік.
- Моцний Володимир Ярославович (1980—2022) — учасник російсько-української війни.
- Турчин Михайло Степанович (1979—2014) — молодший сержант Збройних сил України, учасник російсько-української війни.